# 福岡市場駅
福岡市場駅（ふくおかしじょうえき）は、かつて福岡県福岡市中央区長浜港町にあった、日本国有鉄道（国鉄）鹿児島本線（貨物支線。通称・博多臨港線）の貨物駅（廃駅）である。1982年（昭和57年）11月15日に廃駅となった。

## 歴史
- 1964年（昭和39年）2月1日：開業[1]。
- 1982年（昭和57年）11月15日：廃止[2]。福岡港駅（1985年（昭和60年）3月14日以降は博多港駅）に統合[1]。構内扱いで1995年（平成7年）3月まで存続[3]。

## 隣の駅
日本国有鉄道
鹿児島本線（貨物支線）
（貨）福岡港駅 - （貨）福岡市場駅